# Le Puiset
Le Puiset era un comune francese di 421 abitanti situato nel dipartimento dell'Eure-et-Loir nella regione del Centro-Valle della Loira. Il 1° gennaio 2019 i comuni di Allaines-Mervilliers, Janville e Le Puiset si sono fusi per formare il nuovo comune di Janville-en-Beauce.

## Società

### Evoluzione demografica
Abitanti censiti